# Libotin, Maramureș
Libotin este un sat în comuna Cupșeni din județul Maramureș, Transilvania, România.

## Istoric
Prima atestare documentară: 1488 (Lybathon). 

## Etimologie
Etimologia numelui localității: probabil dintr-un antroponim de forma *Libot, având la bază un antroponim de origine slavă derivat cu suf. posesiv -in, cu sensul de „Satul lui Libot”. 

## Demografie
La recensământul din 2011, populația era de 1.097 locuitori. 

## Obiective turistice
- Biserica de lemn Sf. Arhangheli din Libotin